# Aczelia tsacasi
Aczelia tsacasi là một loài ruồi trong họ Asilidae. Aczelia tsacasi được Papavero miêu tả năm 1971. Loài này phân bố ở vùng Tân nhiệt đới.